# Prosper Guéranger
Služebník Boží Prosper Guéranger OSB, celým jménem Prosper-Louis-Pascal Guéranger, známý především jako Dom Guéranger (4. dubna 1805 Sablé-sur-Sarthe – 30. ledna 1875 Solesmes), byl francouzský benediktinský mnich, znovuzakladatel solesmeského opatství a obnovitel benediktinského řádu ve Francii.

## Život

Osobní erb Doma Guérangera ve schématu pro opaty

Obnovil ve Francii řád svatého Benedikta, jeden z nejstarších křesťanských církevních řádů, poté, co kláštery ve Francii byly zakázány a zničeny za francouzská revoluce (výnosem ze 13. února 1790). Byl také iniciátorem obnovy římské liturgie ve Francii, a sestavil francouzský (s důrazem na francouzské světce)  Liturgický rok (L’Année liturgique), který byl impulsem pro liturgické hnutí.